# أونيل سبنسر
أونيل سبنسر (بالإنجليزية: O'Neill Spencer)‏ هو مغني أمريكي، ولد في 25 نوفمبر 1909 في سيدارفيل في الولايات المتحدة، وتوفي في 24 يوليو 1944 في نيويورك في الولايات المتحدة بسبب سل.

## وصلات خارجية
- أونيل سبنسر على موقع ميوزك برينز (الإنجليزية)
- أونيل سبنسر على موقع أول ميوزيك (الإنجليزية)
- أونيل سبنسر على موقع ديسكوغز (الإنجليزية)